# Marcă (monedă)

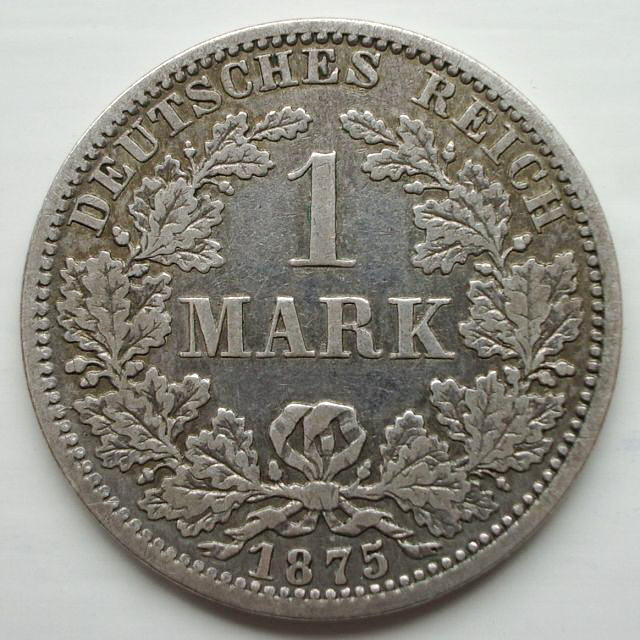
1 Mark (o marcă germană emisă în 1875);sus, circular DEUTSCHES REICH; în centru 1 MARK; în exergă, milesimul 1875

Marca sau Mark sunt denumiri ale unor diferite monede.
În timpul domniei regelui franc Filip I (1060-1108) a devenit obișnuit obiceiul de a cântări aur și argint folosind o greutate numită marcă. Această greutate cântărea 244,752 g și valora 8 uncii (franceze) de 30,594 g. Acesta este motivul pentru care multe monede au inclus în numele lor termenul marcă, sau Mark în țările germanice. Acestea sunt monede metalice, a căror valoare este definită în raport cu unul sau mai multe metale. Acestea sunt în general aur și argint. Fiecare monedă bătută conține astfel o valoare intrinsecă: valoarea metalului său, apropiată sau egală cu valoarea sa nominală.
În Franța, valoarea monetară a acestei monede a variat de-a lungul timpului. Putem studia valoarea mărcii de argint în lirve tournois din anul 1200 până în anul 1789.
În Franța, din 1456 până în 1461, anul morții lui Carol al VII-lea, marca de aur valora 100 de livre, iar marca de argint, opt livre și cincisprezece sous.
În Anglia, după Cucerirea normandă, marca echivala cu 160 pence, adică 2/3 dintr-o liră sterlină sau încă 13 shillings și 4 pence.
Monedele Goldmark, Reichsmark, Deutsche Mark (marca germană) și markka finlandeză își au originea numelor în această veche monedă.

## Unități monetare actuale
- Marcă bosniacă convertibilă

## Unități monetare învechite
- Goldmark (Germania, 1871 - 1918)
- Marcă din Noua Guinee Germană, (Noua Guinee Germană, 1884-1919)
- Papiermark, (Germania, 1914 - 1924)
- Rentenmark (Germania, 1923 – 1939)
- Reichsmark (Germania, 1924 - 1948)
- Deutschemark (Germania de Vest, (1948 - 1990, apoi Germania, 1990 - 2001)
- Marcă est-germană (Zona de ocupație sovietică, apoi Republica Democrată Germană (1948 – 1990)
- Marcă estoniană, (Estonia, 1919 - 1928)
- Markka / Marcă finlandeză, (Finlanda, 1860 – 2001)
- Marcă hamburgheză, (Hamburg, până în 1873)
- Marka polska / Marcă poloneză, (Polonia, 1917 – 1924)
- Marcă Saar, (Saar (protectorat), 1945 - 1947).